# Una donnola nel pollaio
Una donnola nel pollaio (Plop Goes the Weasel) è un film del 1953 diretto da Chuck Jones. È un cortometraggio animato della serie Looney Tunes, prodotto dalla Warner Bros. e uscito negli Stati Uniti il 22 agosto 1953.